# Huya (thần thoại)
Huya (tiếng Wayuu: Juyá, IPA: [huˈja]) là thần mưa của người Wayuu sống ở Venezuela và Colombia.
Hành tinh vi hình 38628 Huya được đặt tên theo vị thần này.